# Vepris whitei
Vepris whitei är en vinruteväxtart som beskrevs av Francisco de Ascencão Mendonça. Vepris whitei ingår i släktet Vepris och familjen vinruteväxter. Inga underarter finns listade i Catalogue of Life.